# HDVCD
High Definition Video Compact Disc (HDVCD) jest formatem zapisu cyfrowego strumienia audio-wideo na płycie kompaktowej. Jest kompatybilny  z formatem DVD a powstał jako następcą standardu VCD, z obsługą multimediów HD. Jednak ze względu na pojemność płyty CD zmieści się na niej do 15 minut filmu 720p bez dźwięku.

## Specyfikacja techniczna

### Video
- Kodek: MPEG-1/H.264/MPEG-4 AVC
  - Rozdzielczość:
  - HD Ready: 1280 x 720
  - Full HD: 1920 x 1080
  - Liczba pełnych klatek na sekundę: 23.976, 25, 30
  - Bitrate:
    - do 24 Mbit/s (HDVCD zgodnie z H.264 High-Profile, Level 4.1)
    - do 17 Mbit/s (HDVCD zgodnie z H.264 Main-Profile, Level 4.0)

  - Zmienność bitrate'u: VBR (zmienny)

### Audio
- Kodek: Dolby Digital (AC-3)/PCM
  - Bitrate: do 1,5 Mbit/s (2 kanały)
  - Tryb: 1 - 7.1channel